# Bức tranh Heisenberg
Trong cơ học lượng tử, bức tranh Heisenberg hay hình ảnh Heisenberg là một công thức (do Werner Heisenberg) của cơ học lượng tử trong đó các toán tử (đại lượng quan sát được và loại khác) kết hợp một sự phụ thuộc vào thời gian.

## Chứng minh phương trình của Heisenberg
Các giá trị kỳ vọng của 1 đại lượng quan sát A, mà là 1  toán tử tuyến tính Hermit cho 1 trạng thái {\displaystyle |\psi (t)\rangle }, được cho bởi
{\displaystyle \langle A\rangle _{t}=\langle \psi (t)|A|\psi (t)\rangle .}
trong Bức tranh Schrödinger, phát biểu {\displaystyle |\psi \rangle } tại thời điểm t liên quan đến phát biểu {\displaystyle |\psi \rangle } thời điểm 0
{\displaystyle |\psi (t)\rangle =U(t)|\psi (0)\rangle .}
nếu Hamiltonian không thay đổi theo thời gian, thì các toán tử thời gian vận động được viết bởi
{\displaystyle U(t)=e^{-iHt/\hbar },}
nơi H là Hamiltonian và ħ là hằng số Planck thu gọn. Do đó,
{\displaystyle \langle A\rangle _{t}=\langle \psi (0)|e^{iHt/\hbar }Ae^{-iHt/\hbar }|\psi (0)\rangle .}
xác định, sau đó,
{\displaystyle A(t):=e^{iHt/\hbar }Ae^{-iHt/\hbar }.}
Nó xác định
{\displaystyle {d \over dt}A(t)={i \over \hbar }He^{iHt/\hbar }Ae^{-iHt/\hbar }+e^{iHt/\hbar }\left({\frac {\partial A}{\partial t}}\right)e^{-iHt/\hbar }+{i \over \hbar }e^{iHt/\hbar }A\cdot (-H)e^{-iHt/\hbar }}
{\displaystyle ={i \over \hbar }e^{iHt/\hbar }\left(HA-AH\right)e^{-iHt/\hbar }+e^{iHt/\hbar }\left({\frac {\partial A}{\partial t}}\right)e^{-iHt/\hbar }}
{\displaystyle ={i \over \hbar }\left(HA(t)-A(t)H\right)+e^{iHt/\hbar }\left({\frac {\partial A}{\partial t}}\right)e^{-iHt/\hbar }.}
sự khác biệt dựa theo quy tắc nhân, trong đó ∂A/∂t
là đạo hàm thời gian ban đầu A, không phải A(t).
Do đó
{\displaystyle {d \over dt}A(t)={i \over \hbar }[H,A(t)]+e^{iHt/\hbar }\left({\frac {\partial A}{\partial t}}\right)e^{-iHt/\hbar },}
phương trình được chứng minh A(t) xác định ở trên
{\displaystyle {e^{B}Ae^{-B}}=A+[B,A]+{\frac {1}{2!}}[B,[B,A]]+{\frac {1}{3!}}[B,[B,[B,A]]]+\cdots .}
hàm chứa
{\displaystyle A(t)=A+{\frac {it}{\hbar }}[H,A]-{\frac {t^{2}}{2!\hbar ^{2}}}[H,[H,A]]-{\frac {it^{3}}{3!\hbar ^{3}}}[H,[H,[H,A]]]+\dots }
mối quan hệ này cũng được dùng cơ học cổ điển, theo giới hạn cổ điển ở trên
{\displaystyle [A,H]\leftrightarrow i\hbar \{A,H\}}
Trong cơ học cổ điển, của A không phụ thuộc vào thời gian,
{\displaystyle \{A,H\}={d \over dt}A~,}
biểu thức A(t) là khai triển Taylor tại t = 0.

## Bảng so sánh
| Evolution      | Picture                                                               | Picture                                                                              | Picture                                                                           |
| of:            | Heisenberg                                                            | Interaction                                                                          | Schrödinger                                                                       |
| Ket state      | hằng số                                                               | {\displaystyle \|\psi _{I}(t)\rangle =e^{iH_{0,S}~t/\hbar }\|\psi _{S}(t)\rangle }   | {\displaystyle \|\psi _{S}(t)\rangle =e^{-iH_{S}~t/\hbar }\|\psi _{S}(0)\rangle } |
| Observable     | {\displaystyle A_{H}(t)=e^{iH_{S}~t/\hbar }A_{S}e^{-iH_{S}~t/\hbar }} | {\displaystyle A_{I}(t)=e^{iH_{0,S}~t/\hbar }A_{S}e^{-iH_{0,S}~t/\hbar }}            | hằng số                                                                           |
| Density matrix | hằng số                                                               | {\displaystyle \rho _{I}(t)=e^{iH_{0,S}~t/\hbar }\rho _{S}(t)e^{-iH_{0,S}~t/\hbar }} | {\displaystyle \rho _{S}(t)=e^{-iH_{S}~t/\hbar }\rho _{S}(0)e^{iH_{S}~t/\hbar }}  |